# Stypiura condalus
Stypiura condalus är en stekelart som först beskrevs av Walker 1841.  Stypiura condalus ingår i släktet Stypiura och familjen bredlårsteklar. Inga underarter finns listade i Catalogue of Life.